# Dulsk-Frankowo
Dulsk-Frankowo (dawniej: Frankowo Dulskie) – kolonia w Polsce, położona w województwie kujawsko-pomorskim, w powiecie golubsko-dobrzyńskim, w gminie Radomin.
W latach 1975–1998 miejscowość położona była w województwie toruńskim.
Zobacz też: Dulsk